# 弧分
弧分（minute of arc、arc minute或minute arc，简称arcmin），又称角分（minute of angle，简称MOA），是量度平面角的單位，符號為′，在不會引起混淆時，可簡稱作分。「角分」二字只限用於描述角度，不能於其他以「分」作單位的情況使用（如時間的分，或者考試分數）。
完整的圆周分为360度圆心角，每1度等于60分，每1分等于60秒（符号为"）。以數學等式來表示即：
- 1°（度）= 60′（角分）= 3600″（角秒）
- 1π（弳度）= 180° = 10800′

## 應用

### 天文學

太陽、月球、行星和國際太空站的角直徑比較。在”月球：最大圓圈”直徑的103倍距離上觀看時，就會呈現實際上的大小。例如在顯示器上，”月球：最大圓圈”的直徑是10公分時，在10.3公尺的距離上觀看此圖，它將顯示各個物體真實視大小的角直徑。

自古以來，弧分和弧秒就被用於天文學。在黃道坐標系中，黃緯（β）和黃經（λ）；在地平坐標系中，高度（Alt）和方位（Az）；在赤道坐標系中的赤緯（δ），都是以度、弧分、和弧秒來量度。唯一的例外是赤道座標的赤經（RA），借用時間的單位，以時、分、秒來測量。
弧秒也經常用來描述天文上的小角度，例如行星的角直徑（例如，金星的角直徑在10"至60"之間變化）。恆星的自行、聯星系統成員之間分離的距離、一年中恆星的位置或地球繞自轉使太陽系天體位置產生微小變動的視差。這些小的角度也可以寫成mas或毫弧秒。距離的單位，秒差距是由視差測量導出的。這是以地球軌道的平均半徑精密測量視差，以1弧秒為單位的距離。
歐洲太空總署在2013年推出的天體測量太空探測蓋亞任務，可以將恆星位置精確至7微弧秒（μas）。
除太陽之外，地球上能看到角直徑最大的恆星是劍魚座R，是直徑0.05弧秒的紅超巨星。 。由於受到大氣視寧度影響，地面的望遠鏡看到的恆星影像都會糊成約0.5弧秒的角直徑；在觀測條件惡劣的情況下，還會增加到1.5弧秒甚至更多。矮行星冥王星的角直徑就很難解決，因為它的角直徑大約為0.1弧秒。
太空望遠鏡不受地球大氣層的影響，但是會受到繞射極限的限制。例如，哈伯太空望遠鏡測量恆星的角直徑，可以達到0.1弧秒以內的大小。現有的技術，可以改善在地面上看到的。例如，調適光學可以在10米級的望遠鏡上產生大約0.05弧秒的圖像。

### 人的視覺
對人類來說，在視覺上正常的視敏度是一角分的分辨能力。

### 軍用

在各种步枪射击中，衡量枪械精度（precision）的常用标杆是三发或五发组的弹着点分布范围（弹着组）的最大尺寸低于1角分，通常表述为“100米距离散布范围直径2.9厘米”或“100码距离散布范围直径1.047英寸（通常省略为1英寸）”，而弹着组如果分布小于1角分就称为是“亚角分”（sub-MOA）。因为历史上传统枪械的百米/码弹着散布通常高于2角分，能够达到亚角分水平的步枪就常常被归类到“精确步枪”（precision rifle）的范畴，而散布小于0.5角分则被称为“高精度步枪”。

## 註解
1. ↑  一些研究顯示，參宿四有較大的角直徑。不同的研究得到的角直徑從0.042到0.069弧秒都有。這是因為參宿四是一顆變星，光球的脹縮使得很難精確測量其角直徑，而只能用推測的數值。

## 另見
- 角度
- 角秒（或稱弧秒）
- 弧度
- 毫弧度

## 外部連結
- MOA / mils （页面存档备份，存于） By Robert Simeone